# Valentin Maftei
Pas d'image ? Cliquez ici

a Compétitions nationales et continentales officielles uniquement.

b Matchs officiels uniquement.
Valentin Dimian Maftei, né le 26 septembre 1974 à Sageata (Roumanie), est un joueur de rugby à XV roumain. Il joue avec l'équipe de Roumanie entre 1995 et 2006, évoluant au poste d'arrière ou de centre (1,85 m pour 90 kg).

## Clubs
- 1993-1998 :  Universitatea Cluj
- 1998-2000 :  Rugby Mirano
- 2000-2008 :  Stade aurillacois
- 2008-2010 :  GS Figeac
- 2010-2013 :  RC Mauriacois

## Équipe de Roumanie
- 42 sélections avec la Roumanie
- 1er test match le 14 octobre 1995 contre l'équipe d'Argentine
- Il a disputé quatre matchs de la Coupe du monde de rugby 2003.